# Morti nel 638
| Questa pagina contiene informazioni ricavate automaticamente dalle voci biografiche con l'ausilio del template Bio e di un bot. L'aggiornamento è periodico e automatico e ricostruisce completamente la pagina. Se manca una persona in questa lista, sei pregato di non aggiungerla, ma accertati piuttosto che la sua voce biografica contenga il template Bio e che i dati anagrafici siano correttamente compilati. Se il template Bio manca, inseriscilo tu stesso o, in alternativa, metti l'avviso {{tmp\|Bio}} che ne segnala la mancanza. Se i dati riportati sono sbagliati, correggi direttamente la voce biografica; le modifiche saranno visibili in questa lista entro pochi giorni. Per chiarimenti vedi il progetto biografie. La lista contiene solo le 5 persone che sono citate nell'enciclopedia e per le quali è stato implementato correttamente il template Bio. Pagina aggiornata al 19 ott 2024. |

- 11 marzo - Sofronio di Gerusalemme, monaco cristiano, teologo e vescovo siro
- 14 maggio - Cartaco di Lismore, vescovo e santo irlandese
- 12 ottobre - Papa Onorio I, papa e vescovo (n. 585)
- 9 dicembre - Sergio I di Costantinopoli, arcivescovo e politico bizantino
- Abu Mihjan, poeta arabo